# واجهة المستخدم الصوتية
واجهة المستخدم الصوتية هو مصطلح في علوم الحاسوب يشير إلى واجهة مُستخدم التي تسمح بالتفاعل البشري مع أجهزة الحواسب عن طريق الكلام المنطوق، إذ تستخدم هذه الواجهات تقنية تعرّف المنطوق لفهم الأوامر المنطوقة والإجابة على الأسئلة، وعادةً ما تستخدم أيضًا تقنية تحويل النص إلى نطق لتشغيل الرد. يُعتبر جهاز الأوامر الصوتية، والذي يتم التحكم فيه من خلال واجهة مستخدم صوتية، أحد أشهر التطبيقات التي تستخدم هذا النوع من واجهات المستخدم، كما تُستخدم واجهات المستخدم الصوتية في الوقت الحالي في العديد من الأنظمة والأجهزة كالسيارات، وأنظمة التشغيل الآلي للمنازل، وأنظمة تشغيل الحاسوب، والأجهزة المنزلية مثل الغسالات وأفران الموجات الصغرية، وأجهزة التحكم عن بُعد في التلفزيون. كذلك تكون واجهات المستخدم الصوتية هي الطريقة الأساسية للتفاعل مع المساعدين الافتراضيين على الهواتف الذكية ومكبرات الصوت الذكية.
وعلى حين تستطيع أجهزة الاستقبال الآلي القديمة (أجهزة السويتش التي تُوجّه المكالمات الهاتفية إلى الرقم الداخلي الصحيح) وأنظمة الاستجابة الصوتية التفاعلية (التي تُجري معاملات أكثر تعقيدًا عبر الهاتف) الاستجابة للضغط على أزرار لوحة المفاتيح من خلال إشارات الترددات المتعددة ثنائية النغمة، فإن الأنظمة المزودة بواجهة مستخدم صوتية كاملة تسمح للمتصلين بتقديم الطلبات وتلقي الاستجابات دون الحاجة إلى الضغط على أي أزرار. في أنظمة الاستجابة الصوتية التفاعلية، تأتي أجهزة إدخال الأوامر الصوتية الحديثة مستقلة عن السماعة، ما يسمح لها بالاستجابة لأصوات متعددة، بغض النظر عن تأثيرات اللكنة أو اللهجات المحلية. كما تكون قادرة على الاستجابة لعدة أوامر في وقت واحد، باإضافة إلى فصل الرسائل الصوتية، وتقديم ردود الفعل المناسبة، ومحاكاة المحادثة الطبيعية بدقة.

## التاريخ
تمثلت واحدة من الأمثلة المبكرة على استخدام واجهات المستخدم الصوتية في أنظمة التحكُّم الاتصال بالهواتف عن طريق الصوت، إما مباشرةً أو عبر سماعة رأس (عادةً ما تكون مزودة بتقنية البلوتوث)، وفي أنظمة التحكم الصوتي بالسيارات.
ألمح ستيف جوبز إلى تضمين ميزة التحكم الصوتي في جهاز أبل تي في وفي عام 2007، أفاد مقالٌ اقتصاديٌّ نُشر على شبكة سي إن إن أن تطوير صناعة الأجهزة القائمة على الأوامر الصوتية قد حظي باستثمارات قدرت بأكثر من مليار دولار، وأن بعض الشركات العملاقة العاملة في مجال التقنية شركاتٍ جوجل وآبل بصدد ابتكار ميزاتٍ متطورة للتعرف على الكلام. وفي السنوات التي تلت نشر المقال، شهد العالم إطلاق مجموعةً متنوعةً من أجهزة الأوامر الصوتية، إذ ابتكرت شركة جوجل تقنية تي تي إس،للتعرف على الكلام وأضافتها إلى مُحرّك البحث الخاص بها، وأطلقت شركة آبل مساعدها الصوتي الافتراضي سيري. أصبحت أجهزة الأوامر الصوتية متاحةً على نطاقٍ أوسع، واستمر العمل على إيجاد طرقٍ مُبتكرةٍ لاستخدام الصوت البشري باستمرار، حتى أن مجلة بيزنس ويك أشارت إلى أن جهاز التحكم عن بُعد المُستقبلي سيكون هو الصوت البشري. تُتيح وحدات تحكم الألعاب إكس بوكس نيتورك هذه الميزة في الوقت الحالي.

### في منتجات برامج الأوامر الصوتية على أجهزة الحوسبة
تأتي الإصدارات الحديثة من أجهزة أبل ماك وأجهزة الحواسب التي تعمل بنظام التشغيل مايكروسوفت ويندوز على السواء مزودة بميزاتٍ مُدمجةً للتعرف على الكلام.

### في أنظمة تشغيل الحاسوب
أتى نظاما تشغيل ويندوز 7 وويندوز فيستا من شركة مايكروسوفت مزودين بميزات مدمجة للتعرف على الكلام. دمجت مايكروسوفت الأوامر الصوتية في أنظمة تشغيل الحواسب الخاصة بها لتوفير آلية للأشخاص الذين يرغبون في الحد من استخدام الفأرة ولوحة المفاتيح، مع الحفاظ على إنتاجيتهم الإجمالية أو زيادتها.

#### في ويندوز فيستا
بفضل ميزات التحكم الصوتي التي ضمنت في نظام التشغيل ويندوز فيستا، أمكن للمستخدم إملاء المستندات ورسائل البريد الإلكتروني في التطبيقات الشائعة، وتشغيل التطبيقات والتبديل بينها، والتحكم في نظام التشغيل، وتنسيق المستندات، وحفظها، وتحرير الملفات، وتصحيح الأخطاء بكفاءة، وملء النماذج على الويب. يتعلم برنامج التعرف على الكلام تلقائيًا في كل مرة يستخدمه المستخدم. توفرت ميزة التعرف على الكلام في ويندوز فيستا بعدة لغات من ضمنها الإنجليزية، والألمانية، والفرنسية، والإسبانية، واليابانية، والصينية، كما أتي النظام مزودًا ببرنامج تعليمي تفاعلي، يمكن استخدامه لتدريب كل من المستخدم ومحرك التعرف على الكلام.

#### ويندوز 7
أتى نظام التشغيل ويندوز 7 مزودا بمعالج لإعدادات الميكروفون وبدليل تعليمي لكيفية استخدام ميزة التعرف على الكلام المضمنة في النظام.
ماك أو إس إكس
تأتي جميع أجهزة حواسب ماك أو إس إكس مزودة ببرنامج مثبت مسبقًا التعرف على الكلام. يعمل هذا البرنامج بشكل مستقل عن المستخدم، ويتيح للمستخدم عمل الكثير من الإجراءات باستخدام الكلام المنطوق، بما في ذلك التنقل بين القوائم وإدخال اختصارات لوحة المفاتيح؛ ونطق أسماء مربعات الاختيار، وأزرار الاختيار، وعناصر القائمة، والنقر على الأزرار؛ وفتح التطبيقات وإغلاقها والتحكم فيها والتبديل بينها.